# 特設護衛船団司令部
特設護衛船団司令部（とくせつごえいせんだんしれいぶ）とは、日本海軍が太平洋戦争中に大規模な護送船団の指揮のために編成した部隊である。司令官のほかに固有の幕僚・戦闘兵力を持たない点が特色で、船団の運航に際して臨時の参謀を加え、適宜集められた護衛艦艇を指揮下に入れた。本項目では、固有の戦闘兵力を有する発展的な護衛専門部隊として編成された部隊番号100番台の戦隊についても述べる。

## 沿革
太平洋戦争後期の1944年（昭和19年）初頭、日本軍にとって絶対国防圏の防備強化が急務となり、特にマリアナ諸島向けに松輸送と称する大規模船団の運航が行われることになった。一方、この頃にはヒ40船団の壊滅などアメリカ海軍潜水艦の脅威が増大し、ウルフパックと呼ばれる潜水艦の集団運用をしていることも日本側に明らかとなってきたため、対抗策として護送船団の集約・大規模化が検討されるようになっていた。しかし、日本海軍でシーレーン防衛を所管する海上護衛総司令部は、大規模護送船団の指揮官に充てるべき将官級の人員や司令部組織を保有していなかった。当時の海上護衛総司令部は護送船団の統制のために運航指揮官という制度を設けていたが、予備役招集された高齢の大佐が多く近代戦の知識が不十分なため、大規模船団の指揮には能力が不足していた。
そこで、特設艦船部隊令の改正（昭和19年4月1日内令517号）により新設されたのが、少将を司令官とする特設護衛船団司令部である。4月中に第1-8護衛船団司令部の計8個が実際に編成された。司令部のみで固有の艦艇や航空機を持たないことが特色の編制で、船団運航時には臨時に集めた護衛艦艇を指揮下に入れた。また、司令部と称しても固有の幕僚は常時配置されておらず、出撃時に海上護衛総司令部のほか軍令部や海軍省などの護衛関係部署の佐官を現職のまま臨時参謀として任命した。従前の運航指揮官制度とは併存する関係で、ヒ72船団のように同一の船団に両方が乗船した事例もある。特設護衛船団司令部は松輸送用に設置された編制であったが、その後の豪北方面（ニューギニア島西部）向けの竹輸送や石油輸送用のヒ船団での大船団指揮にも流用されている。
その後の実戦で第6護衛船団司令部の指揮する竹一船団の遭難など固有兵力・幕僚を持たない特設船団司令部の欠点が明らかになると、特設船団司令部の後身と言うべき建制の船団護衛部隊の新設が決まった。これが区別のため100番台の部隊番号を割り振られた護衛専門の戦隊（護衛戦隊）である。少将を司令官として固有の参謀も置いた戦隊司令部の下、海防艦6隻を主力とし、第104戦隊を除いて旗艦用に指揮設備の優れた巡洋艦か駆逐艦1隻も有する。1944年11月から1945年（昭和20年）1月に第101-103戦隊が編成されたほか、1945年4-5月にも日本海での作戦用に第104・105戦隊が編成された。これら護衛戦隊の編入や対潜航空部隊である第901海軍航空隊の増強に伴い、第一海上護衛隊は第一護衛艦隊へ格上げされている。
なお、日本海軍の海上護衛関連の戦隊としては、対潜艦艇と対潜航空機から成る第31戦隊もあった。これは護送船団の直接護衛ではなく、連合艦隊隷下で積極的な対潜掃討を任務として編成された部隊で、海上護衛総司令部隷下の100番台の護衛戦隊とは性格を異にする。また、第51戦隊も主に海防艦で構成された戦隊であるが、対潜訓練隊を改編したもので、就役したばかりの新造艦の対潜訓練が主任務であった。

## 評価
特設護衛船団司令部は松輸送での大規模船団指揮に一応の成果を上げたと評価され、竹輸送やヒ船団の指揮にも流用された。多号作戦のような前線への強行輸送船団の指揮に活用された例もある。1945年3月にヒ船団の運航が断念されるまで、特設護衛船団司令部は第一海上護衛隊・第一護衛艦隊の隷下に残っていた。
一方で、固有の参謀や戦闘兵力を持たない特設護衛船団司令部では、部隊としての有機的な戦力発揮に万全の体制では無かったと批判される。元海上護衛総司令部参謀の大井篤は、一航海ごとに参謀が交替したことが最大の欠点だと指摘している。一週間程度前に指定された臨時の参謀では、司令官とのチームワークが必ずしも十分に取れなかったという。また、日常的な共同訓練を経験していない寄せ集めの護衛艦艇では、司令部と護衛艦艇・護衛艦艇同士のチームワークも不十分であった。第6護衛船団司令部の指揮する竹一船団では、海上護衛総司令部と連合艦隊の担当地域をまたいだ影響もあって途中で護衛艦に入れ替わりがあり、護衛部隊の連携が取りにくい状況で大損害を出してしまっている。

## 部隊一覧

### 特設護衛船団司令部一覧
第一護衛船団司令部
1944年4月8日に編成され、横須賀鎮守府海上護衛部隊に編入。正式な編成前から東松3号船団を指揮していた。1944年5月2日に第一海上護衛隊へ編入されてヒ船団の護衛に投入されるが、わずか3週間で旗艦が撃沈されて司令官が戦死する。1944年10月11日付で、第四護衛船団司令部および第六護衛船団司令部とともに第一海上護衛隊から除かれて海上護衛総司令部附属部隊に編入。
- 伊集院松治少将（1944年4月8日-同年5月24日戦死[11]） - 最終時にはヒ63船団指揮のため海防艦「壱岐」座乗

第二護衛船団司令部
1944年4月8日編成。横須賀鎮守府海上護衛部隊に編入され、松輸送で東松4号船団の指揮に従事。ついで同じくマリアナ諸島行きの第3503船団を指揮し、その復航の第4517船団では旗艦「朝凪」が撃沈されるが司令官以下第24号海防艦により救助される。司令官の交代後、同年7月23日または24日に小笠原諸島方面への緊急増援輸送のため再び横須賀鎮守府部隊へ編入されるが、8月に船団護衛任務中に旗艦が撃沈されて司令官以下全滅した。
- 清田孝彦少将（1944年4月8日[14]-同年7月8日[15]）
- 高橋一松少将（1944年7月8日-同年8月4日戦死[16]） - 最終時には第4804船団指揮のため駆逐艦「松」座乗

第三護衛船団司令部
1944年4月8日編成。横須賀鎮守府海上護衛部隊に編入され、東松5号船団と東松8号船団の護衛を成功させるが、前者は輸送からの復航で2隻を失った。その後も司令官が交代しつつマリアナ諸島方面への輸送に従事するが、第3606船団護衛中に旗艦が撃沈されて着任間もない新司令官を失った。
- 鶴岡信道少将（1944年4月8日[17]-同年6月1日[18]）
- 門前鼎少将（1944年6月1日-同月9日戦死[19]） - 最終時には第3606船団指揮のため駆逐艦「松風」座乗

第四護衛船団司令部
1944年4月8日編成。第一海上護衛隊に編入される。1944年10月11日付で、第一護衛船団司令部および第六護衛船団司令部とともに第一海上護衛隊から除かれて海上護衛総司令部附属部隊に編入。
- 中邑元司少将（1944年4月8日[14]-同年5月20日[21]）

第五護衛船団司令部
1944年4月8日編成。東松7号船団の護衛におおむね成功。横須賀鎮守府部隊から除かれて海上護衛総司令部附属を経て1944年6月29日に第一海上護衛隊へ編入され、門司・シンガポール間の船団護衛任務にも従事したが、1945年1月20日に戦時編制から除かれた。最後の司令官である久宗米次郎少将は同日付で新編の第103戦隊司令官に移った。
- 佐藤波蔵少将（1944年4月8日[14]-同月15日[25]）
- 吉富説三少将（1944年4月15日[25]-同年12月25日[26]）
- 久宗米次郎少将（1944年12月25日[26]-1945年1月20日[24]）

第六護衛船団司令部
1944年4月8日編成。編成間もなく竹一船団の護衛を担当し、1944年7月15日には第一海上護衛隊に編入されてヒ71船団などの重要船団の護衛に従事したが、担当船団に大きな損害を受けた。1944年9月12日に旗艦が撃沈されて司令官が戦死する。1944年10月11日付で、第一護衛船団司令部および第四護衛船団司令部とともに第一海上護衛隊から除かれて海上護衛総司令部附属部隊に編入。
- 梶岡定道少将（1944年4月8日-1944年9月12日戦死[27]） - 最終時にはヒ72船団指揮のため海防艦「平戸」座乗

第七護衛船団司令部
1944年4月8日編成。横須賀鎮守府海上護衛部隊に編入され東松6号船団の護衛に成功後、海上護衛総司令部附属を経て1944年5月21日に第一海上護衛隊へ編入。門司・シンガポール間での船団護衛任務に従事し、1944年10月から11月には南西方面艦隊の指揮下に入って多号作戦にも参加したが、1945年2月25日に第一護衛艦隊の戦時編制から除かれた。最後の司令官である駒沢克己少将は第四海上護衛隊司令官に移っている。
- 松山光治少将（1944年4月8日[31]-同年12月23日[32]）
- 駒沢克己少将（1944年12月23日[33]-1945年2月25日[30]）

第八護衛船団司令部
1944年4月15日編成。第一海上護衛隊、後に第一護衛艦隊に属して門司・シンガポール間での船団護衛任務に従事したが、1945年3月25日に戦時編制から除かれた。
- 佐藤勉少将（1944年4月15日[35]-1945年1月9日[36]）

### 護衛戦隊一覧
第百一戦隊
1944年11月15日編制。1945年1月12日にヒ86船団護衛中にグラティテュード作戦によるアメリカ機動部隊の空襲を受けて壊滅。同年3月25日に戦時編制から除かれ、残存艦は第一護衛艦隊に編入された。
- 新編時の編制：軽巡洋艦「香椎」、海防艦「対馬」・「大東」・「鵜来」・第23号・第27号・第51号
- 司令官：渋谷紫郎少将（1944年11月15日[37]-1945年1月12日戦死）

第百二戦隊
1945年1月1日編制。第一護衛艦隊隷下で船団護衛や対潜掃討作戦に従事。第35号海防艦は第101戦隊が壊滅したのと同じグラティテュード作戦による空襲で沈没。「御蔵」と第33号海防艦は、1945年3月28日にアメリカ潜水艦「トリガー」を撃沈したが、同日に空襲や別の潜水艦との交戦で沈没した。
- 新編時の編制：軽巡洋艦「鹿島」、海防艦「屋代」・「御蔵」・第2号・第33号・第34号・第35号
- 司令官：浜田浄少将（1945年1月1日[38]-）
- 最終時の編制：軽巡洋艦「鹿島」、海防艦「屋代」・第2号・第34号

第百三戦隊
1945年1月20日編制。第一護衛艦隊隷下で南号作戦による船団護衛に従事し、「久米」・「昭南」・第18号海防艦を失う。南方航路閉鎖後は朝鮮海峡での対潜掃討作戦にも従事し、第25号海防艦を失った。
- 新編時の編制：駆逐艦「春月」、海防艦「昭南」・「久米」・第18号・第25号・第60号・第67号
- 司令官：久宗米次郎少将（1945年1月20日[24]-）
- 最終時の編制：駆逐艦「春月」、海防艦第60号・第67号

第百四戦隊
1945年4月10日編制。大湊警備府部隊として日本海北部やオホーツク海で行動し、津軽海峡や宗谷海峡を防備。寒冷地での行動に適した占守型海防艦と択捉型海防艦で構成されている。アメリカ潜水艦によるバーニー作戦で「笠戸」が大破させられた。
- 新編時の編制：海防艦「占守」・「国後」・「八丈」・「択捉」・「福江」・「笠戸」
- 司令官：渡辺清七少将（1945年4月10日[39]-）

第百五戦隊
1945年5月5日編制。舞鶴鎮守府護衛部隊として日本海で行動し、アメリカ潜水艦のバーニー作戦に対処、日号作戦に従事。北海道空襲で第65号海防艦と第112号海防艦を失った。
- 新編時の編制：駆逐艦「響」、海防艦第12号・第40号・第65号・第112号・第150号・第205号
- 司令官：松山光治少将（1945年5月5日[40]-）
- 最終時の編制：駆逐艦「響」、海防艦第12号・第40号・第150号・第205号